# Saguenay (flod)
Saguenay River Rivière Saguenay i Canada er en af Québecs største floder. Den udløber i St. Lawrence ved Tadoussac.
Floden er omgivet af stejle klipper og har en høj vandhastighed. Tidevandet flyder opstrøms så langt som til byen Saguenay 100 km inde i landet. Mange hvidhvaler parrer sig ved flodeudmundingen, hvilket har gjort Tadoussac populært for økoturisme og hvalsafari.
For Canadas oprindelige befolkning var Saguenay en vigtig forbindelsesåre for handel, og var under Frankrigs kolonisering af Amerika en af de vigtigste ruter for pelshandelen. Tadoussac blev Frankrigs første handelsstation i
Ny Frankrig i 1600. Floden har fået sit navn efter myten om kongeriget Saguenay (Royaume du Saguenay) som der franske kolonister håbede at finde dybt inde i Canada.
Fra 1800-tallet blev floden udnyttet af tømmer- og papirmasseindustrien, og i nyere tid også for vandkraftproduktion.
Store oversvømmelser i Saguenays bifloder 18-21. juli 1996 førte til store ødelæggelser i regionen og var en af Canadas alvorligste naturkatastrofer.

## Saguenayfjord
Fjorden er 100 km lang, 278 m dyb og 3 km bred. Den udmunder ved Tadoussac i St. Lawrence-strømmen. I den vestlige del bøjer en 10 km lang arm af mod sydvest, hvor „Baie des Ha! Ha!“, munder ud i bifloden Rivière Ha! Ha!. Tidevandshøjden er 5,5 m ved fjordmundingen ved Tadoussac og 6,3 m i den nederste del af Saguenay-floden ved Saguenay-bydelen Chicoutimi. Fjorden og floden er til Chicoutimi sejlbar for havgående skibe. Tidevandets blanding af det kolde fersk- og saltvand gør fjordmundingen til et vigtigt fødeområde for forskellige hvalarter, særlig for hvidhvaler.
Saguenay-fjorden er en del af havparken Saguenay–St. Lawrence Marine Park (Parc marin du Saguenay–Saint-Laurent). Fjordens kyst og de omliggende bakker danner nationalparken Saguenay Fjord National Park.